# Hart
Een hart is een orgaan dat bloed of hemolymfe verpompt in de circulatie van veel dieren. Daarbij zijn drie hoofdvormen te onderscheiden. Bij gewervelden bestaat het uit een tot vier hartspierweefsel bevattende holtes of kamers. Veel weekdieren en geleedpotigen beschikken over een buisvormig hart van hartspierweefsel, wat een evolutie is van bloedvaten bestaande uit myoepitheliale cellen (myo- voor spier) die het bloed peristaltisch verpompen.
Insecten beschikken over een open bloedsomloop met een buisvormig hart dat bestaat uit een samentrekkend buisvormig hart met daarvoor een niet-samentrekkende aorta. Om terugloop te voorkomen, kan dit ruggevat gepaarde mondjes met klepjes (ostia) bevatten zodat het slechts van achter naar voren kan lopen. Zoogdieren hebben een gesloten bloedsomloop met een zeer gespecialiseerd hart met vier afzonderlijke, door kleppen gescheiden holtes die samen twee pompen vormen die een in serie geschakelde, maar verder gescheiden long- en een lichaamscirculatie op gang houden.

## Evolutie
Vanuit organismes zonder circulatie ontstonden organismes met coelomische circulatie, vervolgens het hemaal systeem en vanuit daar het hart.

## Mens

### Ligging en omgevende anatomie
Het hart is asymmetrisch van vorm en ligt in de thoraxholte nagenoeg midden achter het borstbeen, in het mediastinum (de ruimte tussen de twee longen). Pijn aan het hart wordt bijna altijd ook midden op het borstbeen gevoeld. Het hart ligt meer aan de linkerkant dan aan de rechterkant van het borstbeen. Het steekt slechts ongeveer 2 cm uit aan de rechterkant. In de linkerlong daarentegen zorgt het hart voor een diepe indeuking.
Het hart kan voorgesteld worden als een kegel. De top van de kegel is de apex, het grondvlak de basis. De apex ligt meer caudaal (naar onderen toe), ventraal (naar voren toe) en links dan de basis die meer craniaal (naar boven toe), dorsaal (naar achteren toe) en rechts gelegen is. De as van de kegel verloopt dus schuin in de thorax (borst).
Het hart grenst aan het middenrif (diafragma) met de facies diaphragmatica. Een tweede zijvlak van het hart grenst aan het borstbeen (sternum) en een aantal ribben. Dit is de facies sternocostalis. Het hart grenst aan de linkerlong met de facies pulmonalis. Deze facies pulmonalis is een heel onscherpe overgang van de twee andere vlakken, daarom ook wel margo obtusus (stompe rand). De overgang tussen de facies sternocostalis en de facies diaphragmatica aan de andere kant is de margo acutus. Deze overgang is wel scherp.
Het hart wordt helemaal omgeven door het hartzakje, het pericard (pericardium). Dit bestaat uit een fibreus gedeelte en een sereus gedeelte. Dit laatste is een dubbelvlies rond het hart met een parietaal blad dat de binnenkant van het hartzakje bekleedt en een visceraal blad dat het hart zelf bekleedt, die in elkaar overgaan ter hoogte van de omslagplooien. Deze bevinden zich ter hoogte van de verschillende belangrijke slagaders en aders die respectievelijk het hart verlaten en binnenkomen. Het fibreuze gedeelte (het eigenlijke zakje) is op zijn beurt vergroeid met het middenrif. Op die manier wordt een overvulling van het hart verhinderd. De ruimte tussen visceraal en parietaal blad is de pericardiale ruimte en is normaal gevuld met heel weinig vocht. Dankzij dit vocht is het mogelijk dat deze bladen ten opzichte van elkaar verschuiven.

### Functionele anatomie
Het orgaan bestaat uit een pompgedeelte en een stimulerend gedeelte, die anatomisch nauw met elkaar verweven zijn maar functioneel duidelijk moeten worden onderscheiden. Het hart van een volwassene weegt ongeveer 300 gram en is zo groot als twee vuisten samen; het hart van een kind is een vuist groot. De hartwand is opgebouwd uit vier lagen: het endocard, het myocard (de spierlaag van het hart), epicard en als buitenste laag het pericard (hartzakje). Het hart heeft verder twee boezems of atria en twee kamers of ventrikels: een rechteratrium, een rechterventrikel, een linkeratrium en een linkerventrikel. Tussen het atrium en ventrikel zit in beide harthelften een hartklep, net als tussen ventrikels en slagaders. Scheiding tussen de kamers wordt gereguleerd door transcriptiefactor Tbx5.

### De pomp

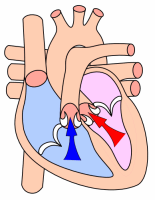
Systole

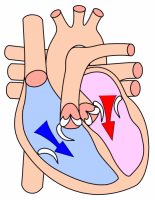
Diastole

Kloppend hart. 3D-model:[https://sketchfab.com/models/168b474fba564f688048212e99b4159d

MRI-afbeelding van een kloppend hart

Deze bestaat uit de samentrekkende spieren van het hart en de hartkleppen. Het bloed dat uit de longen via de longaders terugvloeit naar het hart komt terecht in de linkerboezem (het linkeratrium). Het stroomt vandaar langs de mitralisklep naar de linkerkamer (de linkerventrikel), die een dikkere gespierde wand heeft. Door samentrekking van de linkerkamerwand wordt het bloed uit het hart weggepompt via de aortaklep naar de aorta, de grote lichaamsslagader. Na een circuit door het lichaam te hebben gemaakt komt het nu zuurstofarme bloed via de holle aders in de rechterboezem. Daar gaat het langs de tricuspidalisklep naar de rechterventrikel en wordt bij de volgende contractie van het hart langs de pulmonalisklep naar de longslagader geperst. In de longen staat het bloed kooldioxide af en wordt het verzadigd met zuurstof. Dit wordt ook wel de kleine bloedsomloop genoemd, van het hart naar de longen weer terug naar het hart. De grote bloedsomloop gaat als volgt, vanuit het hart naar de organen, weer terug naar het hart toe.
Het wegpompen van het bloed is een actief proces, de hartspier trekt zich samen (systole). Na de systole volgen de ontspanning en rustfase (waarin de spiercellen zich opnieuw opladen voor de volgende contractie), de diastole. Tijdens de diastole vullen de boezems en kamers zich weer met bloed. Dit is voor het grootste gedeelte een passief proces. Pas aan het eind van de diastole als de boezems zich samentrekken wordt nog meer bloed de kamers ingeperst. Hierdoor komen deze een beetje onder spanning te staan, waardoor de samentrekking van de ventrikels extra krachtig wordt. De diastole duurt ongeveer tweemaal zo lang als de systole.
Bij een zware inspanning kan er echter een probleem optreden. Het hart zal dan frequenter moeten contraheren om voldoende zuurstof en dus bloed naar de spieren te brengen. Als het hart sneller slaat, wordt de duur van de diastole ingekort. Hier zit echter het probleem. Wanneer de diastole wordt verkort, kan er minder bloed in het hart gepompt worden. Dit is natuurlijk in tegenstelling tot de grotere hoeveelheid bloed die het lichaam nodig heeft. Bij gezonde personen vormt dit echter geen probleem.
Het hart bestaat uit een linker- en een rechterpomp die in serie geschakeld zijn met steeds een tussenliggend (long- of lichaams)vaatbed, maar verder niet direct met elkaar te maken hebben, behalve dat ze bijna tegelijk contraheren doordat ze gelijktijdig worden gestimuleerd. Ze contraheren echter niet volledig op hetzelfde moment. Dit komt doordat de sinusknoop in het rechteratrium gelegen is. Op die manier zal het rechteratrium eerder dan het linkeratrium contraheren. De ventrikels contraheren wel op hetzelfde moment, maar de contractie van beide duurt niet even lang. Zo zal de rechterventrikel eerst beginnen met bloed uit te persen en deze contractie minder lang aanhouden. De linkerventrikel zal bloed pompen in de systeemcirculatie. Hier ligt de weerstand veel hoger dan in de pulmonale circulatie. De minimumkracht om de weerstand te overwinnen is dus veel sneller bereikt in de rechter harthelft dan in de linker harthelft. Door deze hogere weerstand in de systeemcirculatie zal de linkerventrikel langer moeten contraheren om al het bloed in de systeemcirculatie te pompen.
Het hart pompt in rust bij een volwassene ongeveer 5 liter bloed per minuut rond; bij inspanning kan dit ongeveer vervijfvoudigd worden, afhankelijk van trainingstoestand en leeftijd.

### Prikkelvorming en prikkelgeleiding
In de wand van de rechterboezem (rechteratrium) zit een klein gebiedje (1–2 mm) van aangepaste spiercellen, de sinusknoop, die een spontane depolarisatie vertoont: de cellen trekken vanzelf ongeveer eenmaal per seconde samen. Er komt dus geen impuls uit de hersenen aan te pas, het stimulatiecentrum zit in het hart zelf. Hiervoor is geen innervatie door een zenuw: een hart dat uit het lichaam wordt verwijderd blijft vanzelf nog enige tijd kloppen tot het geen energie meer heeft om dit te doen (glucose en zuurstof worden natuurlijk niet meer aangevoerd). Als de sinusknoop uitvalt, kunnen andere hartspiercellen deze functie overnemen, maar die kloppen dan wel met een lagere frequentie. Ook bij ziektes van het hart en bij het ouder wordende hart kunnen soms spontaan groepjes cellen elders in het hart een samentrekking starten. Zie ritmestoornis.
De impuls die door de sinusknoop is opgewekt, plant zich over de omliggende spiervezels voort en veroorzaakt daarbij contractie: de atria (boezems) trekken samen. Tussen de atria en de veel sterkere ventrikels ligt echter een tussenschot van bindweefsel waarin de kleppen zijn opgehangen en dat geen impuls kan geleiden: de spiercontractie loopt hier dood en kan zich niet naar de kamers toe voortplanten. De ventrikels blijven vooralsnog in rust terwijl de atria samentrekken (contraheren) en de ontspannen kamers zo vullen met bloed.
In het bindweefsel tussen boezems en kamers zit echter een plaats waar wel contact is: de atrioventriculaire knoop (AV-knoop). Deze geleidt de impuls die door de spiervezels wordt opgewekt wel, maar met een lichte vertraging van ongeveer 0,1 seconde. In deze periode kunnen de boezems nog steeds bloed naar de kamers pompen.
Daarna geeft de AV-knoop het contractiesignaal naar de ventrikels door, te beginnen met het ventrikelseptum, het tussenschot tussen de linker- en de rechterventrikel. Hierin zijn speciale gemodificeerde spiervezels gelegen, de Bundel van His en de Purkinje-vezels die de impuls naar de onderste punt van het hart geleiden. Vanaf daar gaat de impuls omhoog. De contractie van de ventrikels begint dus onderin en verplaatst zich naar boven.
De linker- en de rechterventrikel trekken zich nu samen (systole), de druk in de ventrikels loopt op, de mitralisklep en tricuspidalisklep slaan door deze druk dicht zodat het bloed niet naar de atria kan terugvloeien, en als de druk in de ventrikels hoger wordt dan de druk in de longslagader en in de aorta, dan openen zich respectievelijk de pulmonalis- en de aortaklep en stroomt het bloed de slagaders in. De contractiegolf van de hartspier loopt weer dood, nu tegen de onderkant van het bindweefselseptum tussen atria en ventrikels, het hart ontspant zich (diastole). Tijdens het ontspannen vullen de atria en ventrikels zich weer met bloed. Dit is voor het grootste gedeelte een passief proces. Pas aan het eind van de diastole, als de atria zich samentrekken, wordt er bloed de ventrikels ingeperst. Hierdoor komen deze een beetje onder spanning te staan, waardoor de samentrekking van de ventrikels extra krachtig wordt.

### Diagnostische methoden
De werking van het besturingssysteem van het hart en de elektrische geleiding van de contractiegolf kunnen door middel van een ECG zeer goed worden bestudeerd.
Voor een beoordeling van de kleppen kan geluisterd worden met een stethoscoop of een fonogram gemaakt worden en voor een beoordeling van de kamercontractie en de klepbewegingen is een echo-onderzoek een zeer geschikte methode.
De doorbloeding van het hartspierweefsel kan worden beoordeeld met SPECT-scans, maar ook vrij nauwkeurig met het ECG. De opgebouwde druk kan met een bloeddrukmeter of door intra-arteriële drukmeting worden gemeten; met hartkatheterisatie kunnen drukken in de verschillende hartkamers, stroming en doorgankelijkheid van de kransslagaderen zichtbaar worden gemaakt. Beschadiging van de hartspier door een infarct kan op het ECG worden vermoed en in het bloed worden aangetoond door uit de spier weggelekte hartenzymen; overbelasting van het hart door bepaalde door het atrium aan het bloed afgegeven hormonen.

### De energievoorziening
Het hart wordt zelf van brandstof, zuurstof en andere voedingsstoffen voorzien door de beide (linker- en rechter-)kransslagaders (coronairvaten), die aan de aorta ontspringen net voorbij de aortaklep en die op het hartoppervlak liggen, waardoor ze bij het samentrekken zelf niet worden dichtgedrukt. Als de functie van deze slagaders achteruitgaat door atherosclerose, zodat het hart niet voldoende zuurstof krijgt toegevoerd, treedt een karakteristieke drukkende pijn op, angina pectoris (letterlijk: pijn van de borst). Als de zuurstofnood lang aanhoudt, bijvoorbeeld door een plotse volledige verstopping van een kransslagader door een stolsel, ook wel trombus, ontstaat een hartinfarct of myocardinfarct, in de volksmond hartaanval. Zelden ontstaat een myocardinfarct door andere oorzaken dan een trombus, bijvoorbeeld door embolisatie van een trombus vanuit de linker linkerventrikel.

### Geluiden
Met een stethoscoop over het hart geplaatst op de borstkas kunnen een aantal harttonen gehoord worden. Alleen turbulente stroming veroorzaakt geluid en dit gebeurt bij het dichtslaan van de kleppen. De harttonen komen overeen met het sluiten van de mitralis- en tricuspidalisklep aan het begin van de systole (de eerste toon) en het sluiten van de aorta- en pulmonalisklep aan het eind van de systole (de tweede toon). Deze laatste twee sluiten niet exact gelijktijdig en voor een geoefend waarnemer is hoorbaar dat de tweede toon uit twee componenten bestaat. Zijn de kleppen vernauwd, of sluiten ze niet volledig, of als er andere stroombelemmeringen bestaan of abnormale openingen tussen de beide boezems en/of kamers, dan kan er bovendien een geruis hoorbaar zijn, het gevolg van turbulente stroming van het bloed.

### De polsslag
De hartslag kan aan een flink aantal slagaders in het lichaam worden gevoeld - de bekendste is de polsslagader, aan de pols net proximaal van de duimbasis, maar ook de halsslagader, de armslagader, de liesslagader, de enkelslagader, de voetrugslagader, en de slagader die over de slaap loopt pulseren merkbaar. Bij sommige ritmestoornissen wordt niet iedere hartsamentrekking ook aan de perifere arteriën gevoeld: er is dan sprake van een polsdeficiet. In dergelijke gevallen kan de contractie met een stethoscoop op het hart meestal wel gehoord worden.

### Hartfrequentie
Een normale hartslag heeft bij volwassenen in rust ongeveer een frequentie tussen 60 tot 80 slagen per minuut. Getrainde sporters in rust kunnen hier behoorlijk onder zitten (45/min) en bij inspanning, angst of stress kan de hartslag wel tot boven de 200/min oplopen. Een vuistregel voor de maximaal haalbare normale hartslag is (220 minus de leeftijd in jaren). De hartslag is dynamisch en past zich snel aan de behoeften van het lichaam aan. Als het hart niet op een normale manier klopt, gegeven de omstandigheden, namelijk te snel, te langzaam, of te onregelmatig, spreken we van een ritmestoornis. Hoewel het hart niet voor iedere samentrekking een signaal van buiten nodig heeft, kan de frequentie van samentrekken zowel geremd als versneld worden door een groot aantal externe factoren, waaronder hormonale (met name adrenaline en tevens door signalen die door zenuwen, met name door de nervus vagus worden overgebracht.
In de situatie dat het hart voortdurend of af en toe te lange pauzes maakt, kan een pacemaker gebruikt worden om dit te reguleren. Aderkleppen sturen het bloed de goede kant op. In grote aders, zoals in de benen, zitten kleppen die voorkomen dat zich bloed in het onderlichaam ophoopt, bijvoorbeeld bij lang stilstaan.

### Hartafwijkingen
Het gebeurt ook dat kinderen met een minder gezond hart geboren worden. De meest voorkomende afwijkingen zijn hartgaatjes, wat een gaatje in de hartboezem (atrium) oftewel het atriumseptumdefect kan zijn, of een gaatje in de hartkamer (ventrikel), het ventrikelseptumdefect (VSD).
Een derde relatief veelvoorkomende afwijking is de tetralogie van Fallot, een benaming voor het geheel van vier verschillende afwijkingen die gezamenlijk op kunnen treden en die onder één noemer zijn gebracht.
Zeer ernstige hartafwijkingen kunnen worden verholpen door een harttransplantatie. Een kunsthart is voorlopig slechts geschikt als tijdelijke overbrugging naar een harttransplantatie.